# Le Tronquay, Eure
Tronquay là một xã thuộc tỉnh Eure trong vùng Normandie miền bắc nước Pháp.